# Posztdiszkó
A post-disco (magyarosan posztdiszkó) az elektronikus zenei stílusokból kialakult kísérleti zenék neve, amelyek nagyrészt a nyolcvanas évek közepén, illetve a kilencvenes évek elején alakultak ki. A főként elektromos hangszerek (és a basszusgitár, a vokál) álló hangszerelést később kiegészítették a dobgép, a szintetizátor, a sequencer.

## Története
Ez a műfaj más stílust ötvöz magában, ide tartoznak az dub, kísérleti zene, funk, diszkó és egyéb elektronikus zenék.
1981-től már az első slágerek is megjelentek: D-Train – „You're the One for Me”, The Peech Boys  – „Don't Make Me Wait” és  Sinnamon – „Thanks To You”.
A korszak leghíresebb post-disco együttesei és zenészek: Evelyn King, Freeez, Nick Straker Band, Patrice Rushen.
A stílust további alcsoportokra bontják
- house
- techno
- dance-pop
- italo-disco

## Posztdiszkó-előadók
| - Patrice Rushen - Gwen Guthrie - D-Train - Freeez - Skyy - The System - Sharon Redd | - Kleeer - Mtume - Imagination - Rafael Cameron - Zapp - Leroy Burgess - Cameo |